# La Loma (Riba de Saelices)
La Loma es una localidad española del municipio guadalajareño de Riba de Saelices, en la comunidad autónoma de Castilla-La Mancha.

## Historia
Antaño un municipio independiente, la localidad contaba hacia mediados del siglo XIX con una población de 32 habitantes. Aparece descrita en el décimo volumen del Diccionario geográfico-estadístico-histórico de España y sus posesiones de Ultramar de Pascual Madoz de la siguiente manera:

LOMA (la): l. con ayunt. en la prov. de Guadalajara (14 leg.), part. jud. de Cifuentes (7), aud terr. de Madrid (24), c. g. de Castilla la Nueva, dióc. de Sigüenza (6). sit. en la loma de una pequeña colina rodeada de elevados cerros, goza de buena ventilacion y clima sano, siendo las enfermedades mas comunes, las estacionales y algunas fiebres intermitentes: tiene 15 casas; la de ayunt. que sirve de cárcel; 2 fuentes, una de buenas aguas que provee al vecindario para beber y demas usos, no haciéndolo de la otra por ser muy salobre; hay una igl. parr. (San Sebastian) aneja de la de Riva-redonda: térm. confina N. La Riba; E. Ablanque; S. Huerta Hernando, y O. Riba-redonda: el terreno en su mayor parte montuoso con algunos valles y cerros aislados, es pedregoso y flojo; comprende buenos bosques poblados de encina, chaparro, sabina, enebro y pino bajo; hay tambien algunos prados naturales, de poca estension; pasa por el térm. un arroyo llamado Linares, sobre el que hay un estrecho pontón de madera ; sus aguas no se aprovechan mas que para dar movimiento á un molino harinero. caminos, los que dirigen á los pueblos limítrofes, todos de herradura y en mal estado: correo, se recibe y despacha en la estafeta de Cifuentes por un propio. prod.: trigo, cebada, avena, almortas y otras legumbres, mucha bellota, leñas de combustible y carboneo, y esquisitos pastos con los que se mantiene ganado lanar, cabrio, vacuno y mular; caza de perdices, conejos , liebres, palomas, algunos venados y corzos, y bastantes lobos, zorras y garduñas; en el arroyo se crian algunas truchas y cangrejos: ind. la agricola y el indicado molino harinero. comercio: esportacion del sobrante de cereales, algun ganado y lana é importacion de los art. de consumo que faltan. pobl.: 14 vec., 32 alm. cap. prod. 347,500 rs. imp. 17,500. contr.: 775. presupuesto municipal 300, se cubre por reparto vecinal.
(Madoz, 1847, p. 365)

La localidad, que hoy día pertenece al término municipal de Riba de Saelices, contaba en 2021 con una población de 6 habitantes. El río Salado o Linares pasa cerca de La Loma.